# 烏爾塔多 (拉喬雷拉區)
烏爾塔多（西班牙語：Hurtado），是巴拿馬的城鎮，位於該國中東部，由西巴拿馬省的拉喬雷拉區負責管轄，面積47.5平方公里，2010年人口1,206，人口密度每平方公里25.4人。